# Peter Weir
Peter Weir (Sydney, 21 d'agost de 1944) és un director de cinema australià.

## Biografia
Després d'un breu pas per la Universitat de Sydney i un primer viatge a Londres que li permet trobar la seva futura dona, Peter Weir exerceix diferents petits oficis per a la televisió. A partir de 1967, treballa per a la cadena ATN-7 de Sydney on realitza els seus dos primers curtmetratges Count Vim's Last Exercise i The Life and Flight of Reverend Buckshotte.
El 1971, rep el Gran Premi de l 'Australian Film Institute per al mig-metratge humorístic Homesdale. Durant tot aquest període roda també diversos documentals per la Commonwealth Film Unit.
El seu primer llargmetratge el 1973 The Cars That Ate Paris és una barreja de pel·lícula de terror, de pel·lícula de suspens i fantàstica. La seva segona pel·lícula Picnic at Hanging Rock serà un enorme èxit a Austràlia. És una pel·lícula quasi-o8nírica sobre la misteriosa desaparició d'un grup de noies el 1900 a Hanging Rock. Es troba una mica la mateixa atmosfera a la seva pel·lícula següent The Last Wave que tracta de les interaccions entre les cultures aborígens d'Austràlia i europea sobre el fons d'una investigació sobre un homicidi.
Gallipoli (1981) és una pel·lícula de guerra directa i espectacular sobre una batalla de la primera guerra mundial. Mel Gibson hi té un dels dos papers principals. Acompanyat de Sigourney Weaver a L'any que vam viure perillosament el 1982. Peter Weir hi aborda el tema del descobriment iniciàtic d'un món estranger que torna a algunes de les seves obres (aquí Indonèsia en vigílies d'un cop d'estat el 1965).
Com a continuació de l'èxit internacional en les seves últimes pel·lícules, Peter Weir marxa per continuar la seva carrera als Estats Units amb Witness el 1985 i The Mosquito Coast l'any següent, dues pel·lícules amb Harrison Ford com a estrella en papers inhabituals per a ell. Witness  - sobre la comunitat Amish - serà recompensat amb el César a la millor pel·lícula estrangera i vuit nominacions en els Oscars.
El club dels poetes morts amb Robin Williams serà un important èxit popular el 1989 i Green Card (1990) amb Gérard Depardieu i Andie MacDowell li permet d'abordar la comèdia romàntica. La seva pel·lícula següent, Fearless el 1993, on un supervivent d'un accident d'avió (Jeff Bridges) avalua de nou la seva vida, serà una decepció al box-office.
L'èxit popular i de crítica tornarà amb The Truman Show (1998) on Jim Carrey és, en realitat, presoner d'un programa de telerealitat.
El 2003, ha realitzat Master and Commander: The Far Side of the World, una epopeia naval amb Russell Crowe, que és un fracàs comercial: 210 milions de $ en total al box office, tenint en compte el seu alt pressupost (150 milions de $)
Després d'una llarga absència, torna a la realització amb The Way Back, adaptació d'una novel·la autobiogràfica de Sawomir Rawicz. La pel·lícula torna sobre l'empresonament de soldats al Gulag a Sibèria durant la Segona Guerra Mundial.
El 13 de desembre de 2010 Frédéric Mitterrand el va condecorar amb les insígnies d'oficial en l'ordre des Arts i des Lettres.
Ha estat nominat sis cops als Oscars.

## Filmografia

### Director

#### Cinema
- 1971: Homesdale (curt)
- 1971: Three to Go - segment Michael
- 1974: The Cars That Ate Paris
- 1975: Picnic at Hanging Rock
- 1977: The Last Wave
- 1981: Gal·lípoli
- 1982: L'any que vam viure perillosament
- 1985: L'únic testimoni
- 1986: La costa de 'los Mosquitos'
- 1989: El club dels poetes morts
- 1990: Matrimoni de conveniència
- 1993: Fearless
- 1998: The Truman Show
- 2003: Master and Commander: The Far Side of the World
- 2011: Camí a la llibertat (també productor)

#### Televisió
- 1969: Man on a Green Bike
- 1976: Luke's Kingdom (fulletó)
- 1979: The Plumber

### Guionista
- 1971: Homesdale (curt) de Peter Weir
- 1971: Three to Go - segment "Michael" de Peter Weir
- 1973: The Very Best of 'The Aunty Jack Show' (TV) de Maurice Murphy
- 1973: The Aunty Jack Show (sèrie TV) - Temporada 2, episodis 2, 4 et 6
- 1974: The Cars That Ate Paris de Peter Weir
- 1977: The Last Wave de Peter Weir
- 1979: The Plumber (TV)
- 1981: Gal·lípoli de Peter Weir
- 1982: L'any que vam viure perillosament de Peter Weir
- 1990: Matrimoni de conveniència de Peter Weir
- 2003: Master and Commander: The Far Side of the World de Peter Weir
- 2011: Camí a la llibertat de Peter Weir

## Premis i nominacions

### Premis
- 1999. BAFTA al millor director per The Truman Show
- 2004. BAFTA al millor director per Master and Commander: The Far Side of the World

### Nominacions
- 1983. Palma d'Or per L'any que vam viure perillosament
- 1986. Oscar al millor director per L'únic testimoni
- 1986. Globus d'Or al millor director per L'únic testimoni
- 1990. Oscar al millor director per El club dels poetes morts
- 1990. Globus d'Or al millor director per El club dels poetes morts
- 1990. BAFTA al millor director per El club dels poetes morts
- 1991. Oscar al millor guió original per Matrimoni de conveniència
- 1991. BAFTA al millor guió original per Matrimoni de conveniència
- 1994. Os d'Or per Fearless
- 1999. Oscar al millor director per The Truman Show
- 1999. Globus d'Or al millor director per The Truman Show
- 2004. Oscar al millor director per Master and Commander: The Far Side of the World
- 2004. Globus d'Or al millor director per Master and Commander: The Far Side of the World